# 福島県災害拠点病院

福島県の地域圏図

福島県災害拠点病院（ふくしまけんさいがいきょてんびょういん）は、福島県にある災害時に救急医療の拠点となる災害拠点病院である。

## 概要
福島県内や近県で災害が発生し、通常の医療体制では被災者に対する適切な医療を確保することが困難な状況となった場合に、福島県知事の要請により傷病者の受け入れや医療救護班の派遣等を行う。12病院が指定されており、福島県立医科大学附属病院が全県の災害医療を統括する基幹災害拠点病院、その他病院が各医療圏に対応する地域災害拠点病院となっている。

### 拠点病院の条件
- 建物が耐震・耐火構造であること。
- 資器材等の備蓄があること。
- 応急収容するために転用できる場所があること。
- 応急用資器材、自家発電機、応急テント等により自己完結できること。（外部からの補給が滞っても簡単には病院機能を喪失しないこと）
- 近接地にヘリポートが確保できること。

## DMAT
2012年4月1日時点で、災害派遣医療チーム（DMAT）は、12チームが編成されている。

## 病院一覧
| 基幹災害拠点病院 | 基幹災害拠点病院               | 基幹災害拠点病院                      | 基幹災害拠点病院                       | 基幹災害拠点病院 | 基幹災害拠点病院 |
| 2次医療圏 | 病院名                         | 住所                                  | 位置                                   | DMAT             | 三次救急         |
| --- | ------------------------------ | ------------------------------------- | -------------------------------------- | ---------------- | ---------------- |
| 全県域 | 福島県立医科大学附属病院       | 福島県福島市光が丘１                  | 北緯37度41分21秒 東経140度28分12.8秒   | ○                | 高度/DH          |
| 地域災害拠点病院 |                                |                                       |                                        |                  |                  |
| 2次医療圏 | 病院名                         | 住所                                  | 位置                                   | DMAT             | 三次救急         |
| 県北 | 福島赤十字病院                 | 福島県福島市八島町7-7                 | 北緯37度46分08.4秒 東経140度29分2.5秒  | ○                | -                |
| 県北 | 枡記念病院                     | 福島県二本松市住吉100                 | 北緯37度33分16.3秒 東経140度24分14.7秒 | ○                | -                |
| 相双 | 南相馬市立総合病院             | 福島県南相馬市原町区高見町2丁目54-6   | 北緯37度38分14.8秒 東経140度59分6.3秒  | ○                | -                |
| 相双 | ふたば医療センター附属病院     | 福島県双葉郡富岡町大字本岡字王塚817−1 | 北緯37度20分48.4秒 東経141度0分25.3秒  | ○                | -                |
| いわき | いわき市医療センター           | 福島県いわき市内郷御厩町久世原16      | 北緯37度2分33.5秒 東経140度52分11.0秒  | ○                | 救命             |
| 会津 | 会津中央病院                   | 福島県会津若松市鶴賀町1-1             | 北緯37度31分18.9秒 東経139度56分42.4秒 | ○                | 救命             |
| 南会津 | 福島県立南会津病院             | 福島県南会津郡南会津町永田字風下14-1  | 北緯37度12分22.8秒 東経139度45分37秒   | ○                | -                |
| 県中 | 太田綜合病院附属太田西ノ内病院 | 福島県郡山市西ノ内2丁目5-20           | 北緯37度24分23.5秒 東経140度21分57.7秒 | ○                | 救命             |
| 県中 | 総合南東北病院                 | 福島県郡山市八山田7丁目115            | 北緯37度25分21.9秒 東経140度23分0.9秒  | ○                | -                |
| 県中 | 公立岩瀬病院                   | 福島県須賀川市北町20                  | 北緯37度17分42.2秒 東経140度22分27.3秒 | ○                | -                |
| 県南 | 白河厚生総合病院               | 福島県白河市豊地上弥次郎2-1           | 北緯37度8分44.6秒 東経140度12分54.6秒  | ○                | -                |
| 2022年4月1日時点 （凡例） 高度：高度救命救急センター、救命：救命救急センター、地域：地域救命救急センター、DH：ドクターヘリ基地病院 |                                |                                       |                                        |                  |                  |